# L'Homme déshabillé
 (février 2023).
Si vous disposez d'ouvrages ou d'articles de référence ou si vous connaissez des sites web de qualité traitant du thème abordé ici, merci de compléter l'article en donnant les références utiles à sa vérifiabilité et en les liant à la section « Notes et références ».
L'Homme déshabillé (Nude Men) est le premier roman de l’auteur américain Amanda Filipacchi, publié en 1993. Elle a écrit ce livre à l’âge de 22 ans, pendant le troisième cycle de ses études de creative writing à l’université Columbia. Publié en édition reliée par Viking et en livre de poche par Penguin, ce roman a été traduit dans treize langues. Il est devenu un best-seller en Belgique et a été étudié dans certains lycées aux Pays-Bas.
Le réalisateur Louis Malle fait l’éloge de ce livre sur la quatrième de couverture : « L'Homme déshabillé est tout, sauf attendu. Il est incroyablement drôle, plein de rebondissements et complètement original. ».
Ce roman a reçu pour la plupart des critiques élogieuses aux États-Unis et à l’étranger, et pour beaucoup[évasif] c'est un livre culte. Les critiques citent son originalité, son esprit inventif et son humour.
Des extraits de L'Homme déshabillé ont paru dans les anthologies suivantes :
- The Best American Humor 1994 (Simon & Schuster, 1994)
- Voices of the Xiled (Doubleday, 1994)
- The Good Parts : The Best Erotic Writing in Modern Fiction (Berkeley Books, 2000)
- Women’s Wicked Wisdom (Chicago Review Press, 2004)

## Histoire
L'Homme déshabillé est l’histoire d’un homme de 29 ans harcelé sexuellement par une fillette de onze ans. Le roman examine son angoisse face à son attirance pour la petite fille et raconte ses efforts pour résister à ses avances.